# Фельдбрилл, Виктор
Виктор Фельдбрилл (англ. Victor Feldbrill) — канадский академический скрипач, дирижёр и музыкальный педагог XX века. Первая скрипка Торонтского симфонического оркестра и симфонического оркестра Си-Би-Си. впоследствии дирижёр обоих этих оркестров, оркестра Королевской музыкальной консерватории, симфонического оркестра Виннипега и Национального молодёжного оркестра Канады. Лауреат профессиональных премий, офицер ордена Канады (1985), кавалер ордена Онтарио (1999).

## Биография
Родился в Торонто в 1924 году в семье польских евреев. С 1936 по 1943 год брал частные уроки игры на скрипке у Зигмунда Стейнберга, одновременно в 1939 году изучал музыкальную теорию у Джона Вейнцвейга и в 1942—1943 годах дирижёрское искусство у Этторе Мадзолени в Торонтской музыкальной консерватории. С 1942 года дирижировал симфоническим оркестром Торонтского университета, а 30 марта 1943 года дебютировал как дирижёр Торонтского симфонического оркестра, с которым исполнил вальс Штрауса «Жизнь художника».
С 1943 по 1945 год служил в Лондоне в составе Канадского ВМФ, играя на скрипке в составе ансамбля флота. В эти годы благодаря рекомендации, полученной от Адриана Боулта, изучал гармонию и композицию в Королевском колледже музыки у Герберта Хауэллса и дирижёрское искусство в Королевской академии музыки у Эрнеста Рида. По возвращении в Канаду занимал с 1945 по 1949 год должности концертмейстера и помощника дирижёра в симфоническом оркестре и оперной труппе Торонтской консерватории. С 1946 по 1949 год брал уроки скрипки у Кэтлин Парлоу, посещал также летние семинары в Танглвуде (1947) и у Пьера Монтё в штате Мэн (1949 и 1950). В 1949 году окончил Торонтский университет с дипломом деятеля искусств.
С 1949 по 1956 год — первая скрипка Торонтского симфонического оркестра, одновременно, с 1952 по 1956 год — первая скрипка Симфонического оркестра Си-би-си. За это время около 20 раз выступал с оркестром Си-би-си также как дирижёр. В 1952 году основал ансамбль «Камерные музыканты Канады», которым дирижировал несколько сезонов. Летом 1956 года предпринял поездку в Европу, где изучал дирижёрское искусство у Виллема ван Оттерло в Нидерландах и у Мейнарда фон Заллингера в Австрии. В том же году занял должность постоянного дирижёра симфонического оркестра Виннипега, на которой оставался до 1968 года. В этой должности расширил программу оркестра, включив в неё концерты популярной музыки и музыки для детей, выезжал с коллективом в различные города Манитобы и приграничных штатов США. В 1960—1962 года, а затем в 1964, 1969 и 1975 годах — основной дирижёр сезонов Национального молодёжного оркестра. В 1963 году по программе обмена гастролировал в Украинской ССР с оркестрами Львова, Киева, Одессы и Запорожья. Вторично посетил СССР в 1966—1967 годах, выступал в Баку, Минске и Тбилиси. В 1972 году работал с оркестрами Италии.
С 1967 года ежегодно выступал как приглашённый дирижёр с оркестром Си-би-си. В 1968 году вернулся в Торонто, где до 1982 года входил в штат Торонтского университета. С 1972 года — постоянный дирижёр симфонического оркестра Торонтского университета. В 1968—1978 годах был директором молодёжных программ Торонтского симфонического оркестра, а в 1973—1977 годах — его основным дирижёром. В 1972 году работал по программе обмена с оркестрами Италии, на протяжении нескольких лет регулярно работал в Японии (в том числе успев поработать с девятью из десяти симфонических оркестров Токио); с 1981 года — профессор Токийского университета искусств и музыки. В 1974 году основал и до 1978 года возглавлял Торонтский симфонический молодёжный оркестр. С 1975 года работал с молодёжными оркестрами и Канадским камерным оркестром в Банфском центре искусств. С 1979 до 1981 год был художественным директором симфонического оркестра Лондона (Онтарио).
В 1984 году дирижировал Филиппинским филармоническим оркестром в Маниле. С 1990 по 1996 год — художественный директор и основной дирижёр Гамильтонского филармонического оркестра (Онтарио). Как приглашённый дирижёр выступал с оркестрами многих канадских городов, с оркестром Канадской оперы и оркестром Национального центра искусств, с которым в ходе празднований 125-летия Канады (1992) участвовал в турне по 32 городам страны. С 1993 по 2003 год преподавал и дирижировал отдельными концертами в Чехии.
В декабре 1945 года женился на Зельде Манн. Они состояли в браке до смерти Зельды в 1995 году, в нем родились две дочери — Дебора и Авива. Умер в июне 2020 года в Торонто в возрасте 96 лет.

## Признание
С годами Виктор Фельдбрилл приобрел репутацию одного из ключевых деятелей в канадской классической музыке. Уже в 1973 году в газете Toronto Star музыкальный критик Уильям Литтлер писал: «Если бы Виктора Фельдбрилла не существовало, вполне возможно, что торонтскому музыкальному сообществу пришлось бы его придумать… Он сделался незаменимым виником в музыкальных механизмах города, и… без него эта машина работала бы намного менее эффективно».
В 1967 году Фельдбрилл стал первым, кто удостоился благодарственной грамоты от Канадской лиги композиторов, в 1968 году капитаном Ордена бизоньей охоты Манитобы, а в 1985 году — первым лауреатом премии Рой-Томсон-Холла. В том же году он был произведен в офицеры ордена Канады, а в 1999 году в кавалеры ордена Онтарио. Он также был почетным доктором права Университета Брока (Онтарио), лауреатом премии имени сэра Эрнеста Макмиллана от Торонтского клуба искусства и литературы и премии за достижения творческой карьеры от Ассоциации музыкантов Торонто.